# Josef Müller (Pfarrer)
Josef Müller (* 30. Dezember 1870 in Altdorf UR; † 25. Mai 1929 in Altdorf UR) war ein Schweizer Spitalpfarrer und Sammler von Volkssagen.

## Leben
Josef Müller wurde als letztes von sechs Kindern einer Bauernfamilie geboren. Er äusserte den Wunsch, Naturwissenschaftler zu werden. In seiner Zeit an der Kantonschule in Altdorf von 1884 bis 1890 bewogen ihn aber seine «philosophischen und theoretischen Studien» dazu, Pfarrer zu werden.
Nach der Matura (Abitur) studierte er 1890/91 Philosophie am Bischöflichen Lyzeum Eichstätt (Mittelfranken). Hier trat er der Sektion Helvetia Eystettensis des Schweizerischen Studentenvereins bei. 1891 wechselte er zum Studium der Theologie nach Mailand ans erzbischöfliche Seminar über, wo es Freiplätze für Schweizer Studenten gab, und wurde am 19. Mai 1894 im Mailänder Dom zum römisch-katholischen Priester geweiht. Am 3. Juni 1894 feierte er seine Primiz in der Pfarrkirche in Altdorf UR. Anschliessend hielt er sich für den IV. theologischen Kurs im Priesterseminar St. Luzi in Chur auf.
Ab 1895 war Müller Pfarrhelfer und Lehrer in Spiringen. Ab 1899 war er Pfarrer in Bauen. Am 3. September 1903 wurde er Spitalpfarrer im Kantonsspital Uri; in dieser Tätigkeit resignierte er spätestens 1921, verblieb aber bis zu seinem Tode im Spital.

## Werk
Als Spitalpfarrer schrieb Müller Sagen auf, die ihm die Spitalinsassen erzählten. Oft versuchte er im Gespräch Geschichten ausfindig zu machen, indem er zuerst selber eine Geschichte erzählte. Nach dem Gespräch machte er sich Notizen.
Die Arbeit von Müller war auf drei Arten Pionierarbeit:
1. Zur Lebzeit Müllers war es nicht üblich, Erzähler als Quellen zu nutzen. Als Quellen dienten lediglich geschriebene Texte. (Die Brüder Grimm bildeten hier eine Ausnahme.)
2. Die gesammelten Geschichten sind nicht die üblichen Sagen über Helden, sondern Sagen aus dem zumeist bäuerlichen Alltag. Die Geschichten zeigen alltägliche Gefühle und das Verhalten der Bevölkerung.
3. Die Sagen sind nicht literarisch geformt, sondern sehr ursprünglichen, kargen Charakters.

Müller sammelte etwa 1600 Sagen und etliche Varianten derselben Geschichte. Damit schuf er eine der wichtigsten Volkstumsquellen des alpinen Raums.
Mit seiner Sagensammlung beeinflusste Müller viele Künstler aus dem Kanton Uri und der Schweiz, unter anderem den Künstler Heinrich Danioth und den Filmemacher Fredi M. Murer.

## Eigene Veröffentlichungen
- Mitarbeit am Historisch-Biographischen Lexikon der Schweiz (HBLS) und am Schweizerischen Idiotikon
- Betrufer aus Uri (1917)
- Sagen aus Uri. Aus dem Volksmunde gesammelt. Drei Bände, Band 1 (1926) und Band 2 (1929) hrsg. von Hanns Bächtold-Stäubli, Band 3 (1. Aufl. 1945; Nachdruck 1969 und 1978) hrsg. v. Robert Wildhaber (= Schriften der Schweizerischen Gesellschaft für Volkskunde. 18, 20 u. 28).
- Märchen, Sagen, Schwänke, Legenden aus Uri aus dem Nachlass Josef Müllers. (1987) (= Histor. Nbl. des Vereins für Geschichte und Alterthümer von Uri, NF 41–42)
- Volkskundliche Aufsätze, u. a.: Geschichtliche Notizen über die Pfarr-Gemeinde Spiringen. In: Histor. Nbl. des Vereins für Geschichte und Alterthümer von Uri auf das Jahr 1901 (1901), S. 18–73; Ein alter Bittgang auf Ennetmärcht. Historische Skizze. In: Historische Neujahrsblätter (Nbl.) des Vereins für Geschichte und Alterthümer von Uri auf das Jahr 1902 (1901), S. 65–73; Zwei Nusszehnten-Rödel der Pfarrkirche Altdorf von 1491 und 1532. In: Der Geschichtsfreund. Mitteilungen des Historischen Vereins der Fünf Orte 70 (1915), S. 295–304; Die Stiftung zweier Kaplaneien in Sargans im Jahre 1394. In: Zeitschrift für Schweizerische Kirchengeschichte 14 (1920), S. 148; Die Kapläne der Familienpfründe der Herren von Beroldingen in Altdorf. In: Histor. Nbl. des Kantons Uri (1921); Zuger Geistliche in Uri. In: Heimatklänge. Wochenbeilage zu den Zuger Nachrichten 2 (1922), S. 89–107; Das Jahrzeitbuch der Pfarrkirche Isental. In: Der Geschichtsfreund. Mitteilungen des Histor. Vereins der Fünf Orte 77 (1922), S. 97–148; Akten der Fürstabtei Sankt Gallen zum Bellenzerzuge 1478–1479. Hg. von J. Müller. In: Histor. Nbl. des Kantons Uri 33 (1927), S. 81–92

## Werke, die auf seiner Sagensammlung beruhen
- Sagen aus Uri, mit Holzschnitten von Peter Denier. Schweizerische Kreditanstalt, Altdorf 1977
- Urner Sagen, nach Josef Müller, bearb. und in Mundart übersetzt von Walter Sigi Arnold. 2. unveränderte Aufl. Buch und CD. Quadrat-Verlag, Altdorf 1995, ISBN 3-9520745-0-0
- Zahlreiche weitere Kompilationen